# Das Stacheltier: Krawatzke zur Kur
Das Stacheltier: Krawatzke zur Kur ist ein in Schwarzweiß gedrehter deutscher satirischer Kurz-Spielfilm aus dem DEFA-Studio für Spielfilme von Hans Dieter Mäde aus dem Jahr 1959.

## Handlung
Krawatzke fährt zur Kur in die Berge, in den wunderschönen Ort Bad Herzbruch. Hier sitzt er auf der Freiluftterrasse in einem HO-Kurcafe, um sich bei schöner Unterhaltungsmusik einen Wodka schmecken zu lassen, während sich der Herr am Nebentisch von der Serviererin einen Tee bringen lässt. Um mit dem Nachbarn in ein Gespräch zu kommen, beginnt Krawatzke die Schönheit und Vorzüge des Ortes zu loben und vergleicht den Aufenthalt mit einer Sommerfrische. Voller Stolz erzählt er, dass er bereits das sechste Mal in Bad Herzbruch zur Kur ist, da er ein inneres Leiden mit Herzkranzverkrümmung hat. Die Antwort des Nachbarn, dass es an zu viel Flüssigkeit liegen kann, nimmt Krawatzke zum Anlass, sich an dessen Tisch zu setzen und zu bestätigen, dass sein Hausarzt der gleichen Meinung ist, weshalb er hier das verordnete Brunnenwasser erst gar nicht trinkt.
Und damit kommt er mit seinen Erzählungen erst so richtig in Fahrt. Auch die drei Röllchen Tabletten, die er jeden zweiten Tag für eine Stoßtherapie bekommt, schluckt er nicht, sondern schickt sie seiner Frau nach Hause. Denn während dieser Therapie ist jeglicher Alkohol verboten und ohne Alkohol ist die Kur völlig sinnlos. Dann zeigt er auch noch die Rezepte für die verschiedenen Anwendungen, die er aber nicht einlöst. So kann er die heißen Schlammpackungen auf dem nackten Körper überhaupt nicht leiden, auch das Kribbeln des Kohlensäurebades mag er nicht, dafür bestellt er aber schnell noch bei der Serviererin einen doppelten Wodka.
Außerdem hat er auch keine Zeit für die medizinischen Behandlungen, denn seit geraumer Zeit wird er von einem Kurschatten verfolgt. Auf den Hinweis seines Gesprächspartners, dass er auf diese Weise nie gesund werden kann, antwortet Krawatzke mit seinem eigenen Rezept. Das bedeutet, immer die goldene Mitte zu halten, damit er jedes Jahr eine Kur verschrieben bekommt, also nie schwerkrank wegfahren und nie ganz gesund zurückkommen. Dieser Ausspruch veranlasst den Nachbarn zu der Schlussfolgerung, dass die Ärzte noch viel lernen müssen und stellt sich bei der Verabschiedung als Dr. Großmann, Chefarzt der Kurklinik vor, was Krawatzke zu denken gibt.

## Produktion
Der Schwarzweißfilm Das Stacheltier: Krawatzke zur Kur lief ab dem 3. Juli 1959 als Vorfilm in den Kinos der DDR. Für die Herstellung dieser Folge, die unter dem Arbeitstitel Krawatzke geht zur Kur gedreht wurde, war die Produktionsgruppe „Stacheltier-Kollektiv“ in den DEFA-Studios verantwortlich.